# Телепнев, Евграф Осипович
Телепнев Евграф Осипович (около 1742—1788) — офицер Российского императорского флота, участник Русско-турецкой войны (1768—1774), Первой Архипелагской экспедиции, Хиосского сражения, Чесменского сражения. Георгиевский кавалер, капитан 1 ранга.

## Биография
Телепнев Евграф Осипович родился около 1742 года. В 1757 году поступил кадетом в Морской шляхетский кадетский корпус. В 1759 году произведён в гардемарины. С 1758 года ежегодно находился в кампаниях в Балтийском море, участвовал в переходе из Архангельска в Кронштадт. В 1761 году — в классе астрономии. 20 мая 1762 года произведён в мичманы. В 1763—1764 годах находился в Кронштадте на брандвахтенном фрегате «Ульриксдаль». В июле-октябре 1765 года на новопостроенном корабле «Саратов» совершил переход из Архангельска в Кронштадт. В 1766—1769 годах находился в Риге на брандвахтенном фрегате «Вестовой». 30 июля 1769 года произведён в лейтенанты.
Участник Русско-турецкой войны (1768—1774), Первой Архипелагской экспедиции. В 1769 году на линейном корабле «Кир Иоанн» перешёл из Кронштадта в Копенгаген, затем на линейном корабле «Трёх Святителей» отправился в Средиземное море. В 1770 году на том же корабле участвовал 24 июня 1770 года в Хиосском и 24—26 июня в Чесменском сражениях, после чего перешёл в порт Аузу.
В 1771 году командуя пинком «Святой Павел» плавал из Аузы в Ливорно. В следующем году на корабле «Трёх Иерархов» крейсировал в Архипелаге. 31 декабря произведён в капитан-лейтенанты. В 1776 году командуя фрегатом «Парос», в составе эскадре вице-адмирала С. К. Грейга, плавал у Красной горки. 28 апреля 1780 года произведён в капитаны 2 ранга. 26 ноября 1781 года «за совершение 18 кампаний в офицерских чинах» награждён орденом Святого Георгия 4 класса (№ 350)
В 1781 году, командуя фрегатом «Святой Михаил», совершил переход в Лиссабон с грузом железа и пеньки для коммерческой целей. 1 января 1782 года произведён в капитаны 1 ранга. Командуя тем же фрегатом, плавал между Феролем и Коруной.
Евграф Осипович Телепнев являлся помещиком Судайского уезда Архангелогородской губернии. Умер 1 мая 1788 года.